# LISA Pathfinder
LISA Pathfinder, tidigare känd som Small Missions for Advanced Research in Technology-2 (SMART-2), var en ESA-satellit som sköts upp från Centre Spatial Guyanais med en Vega, den 3 december 2015.
Satellitens uppdrag var att prova teknik som kommer användas i ESA:s framtida rymdobservatorium, kallat Laser Interferometer Space Antenna (LISA), avsett att detektera lågfrekventa gravitationsvågor.
Satelliten nådde Lagrangepunkt L1 mellan solen och jorden den 22 januari 2016. Provningarna startade den 1 mars 2016. Uppdragets mål var att visa att två testmassor – två identiska kuber av guld och platina – med hög precision kan placeras i fritt fall. Det ursprungliga kravet på precision uppnåddes redan efter den första dagen. Testerna har sedan fortsatt för att ytterligare förbättra precisionen. Man har provat två olika teknikpaket, ett från ESA och ett från NASA. Man har också utforskat olika störningskällor.
Uppdraget förklarades slutfört 30 juni 2017.